# Tchana-Carré
Tchana-Carré (auch: Tchiana-Carré) ist eine informelle Siedlung im Stadtgebiet von Niamey in Niger.
Tchana-Carré liegt am Straßenzug der Avenue de l’Indépendance im Südosten des Stadtviertels Plateau 2, das zum Arrondissement Niamey I gehört. Die Armensiedlung befindet sich auf neun Parzellen inmitten einer der gefragtesten Gegenden der Stadt. Sie besteht aus einfachen Strohhütten, was der lokalen Bauordnung widerspricht. Es gibt hier weder Latrinen noch fließendes Wasser und Stromversorgung. Viele Bewohner der etwa 30 Haushalte arbeiten als privates Wachpersonal.
Infolge einer Hungersnot im Jahr 1984 flüchteten Tausende Menschen in die Hauptstadt Niamey. Der als Wohltäter bekannte reiche Geschäftsmann Elhadj Hamidou Sâley, genannt Tchana (oder Tchiana) stellte der mittellosen Zuwanderern seine Grundstücke in Tchana-Carré als Wohnraum zur Verfügung. Die Siedlung ist nach ihm und nach der in Niamey üblichen Bezeichnung für eine Parzelle, carré, benannt. Tchana starb 1986 und seine Erben ließen die Bewohner von Tchana-Carré bleiben.